# Antigonos II. Gonatas
Antigonos II. Gonatas (altgriechisch Αντίγονος Γονατᾶς Antígonos Gonatás; * um 319 v. Chr.; † 239 v. Chr.) war ein König von Makedonien aus der Dynastie der Antigoniden. Er war ein Sohn des Demetrios Poliorketes und der Phila. Seine Großväter waren die Diadochen Antigonos Monophthalmos und Antipatros.
Sein Beiname Gonatas, dessen Bedeutung unbekannt ist, wurde ursprünglich von seinem vermuteten Geburtsort Gonnoi in Thessalien abgeleitet. Moderne Philologen vermuten, dass er eher „x-beinig“ bedeuten könnte.

## Leben

### Erste Jahre
Antigonos wurde während des fünften Diadochenkrieges von seinem Vater zum strategos von Griechenland ernannt, wo er nach der Abreise des Vaters nach Asien 287 seither die Interessen der Antigoniden vertrat. Seit dem Tod des Vaters 283 in Gefangenschaft führte er auch den Königstitel. Sein Herrschaftsgebiet war allerdings zunächst verschwindend klein, Makedonien und der größte Teil Griechenlands wurden von Pyrrhos und Lysimachos kontrolliert. Antigonos verfügte lediglich in Demetrias, Megara und Korinth sowie in einigen Städten an der Küste Kleinasiens, wie zum Beispiel Ephesos, über eigene Positionen. Im Jahr 281 veränderte sich seine Lage entscheidend, als zunächst Lysimachos im Kampf fiel, dann Seleukos ermordet wurde und Pyrrhos zu einem längeren Feldzug nach Italien aufbrach (pyrrhischer Krieg).
Antigonos versuchte nun, Makedonien zu gewinnen, wurde aber von Ptolemaios Keraunos sowohl auf See als auch zu Land geschlagen. Darauf setzte er nach Kleinasien über, wo er sich mit Nikomedes I. von Bithynien gegen Antiochos I. verbündete. Begünstigt durch Revolten in Syrien und dank der Anwerbung keltischer Krieger konnten die Verbündeten den Seleukidenherrscher 278 zu einem Frieden nötigen, wobei Antigonos alle seine Städte in Kleinasien aufgab und im Gegenzug von Antiochos als König von Makedonien anerkannt wurde. Um den Frieden zu besiegeln, heiratete Antigonos Phila, die Schwester des Antiochos.

### König von Makedonien
Zur selben Zeit, in der Antigonos in Asien aktiv war, brach über Makedonien und Griechenland der Ansturm der Kelten (später Galater genannt) herein (siehe Keltische Südostwanderungen), der das Land verwüstete und in Anarchie versetzte. Antigonos, der ja kurz zuvor noch keltische Krieger eingesetzt hatte, nutzte die Situation, setzte 277 mit einem Heer über den Hellespont nach Europa über und schlug diese keltischen Gruppen in der Nähe von Lysimacheia vernichtend. Dadurch wurde für ihn der Weg nach Makedonien frei, wo seit dem Tod des Sosthenes der Thron verwaist war (sog. „Makedonische Anarchie“). Aufgrund seines hohen Prestiges nach seinem Sieg über die Kelten, die als hochgefährliche Barbaren dargestellt wurden, wurde Antigonos von den Makedonen umgehend als neuer König anerkannt. Er befriedete das Land, indem er die Kelten als Söldner anheuerte oder sie zu seinem Verbündeten Nikomedes nach Asien schickte. Thrakien hingegen musste er aufgeben, da sich dort das keltische Königreich von Tylis etablierte. 276 beendete er zudem die Tyrannis des Apollodoris in Kassandreia und setzte ein ihm genehmes Regime ein.
Seine Herrschaft wurde allerdings 274 ernsthaft gefährdet, als Pyrrhos aus Italien zurückkehrte und im Handstreich Aigai eroberte. In zwei Schlachten gegen den begnadeten Feldherrn Pyrrhos musste Antigonos Niederlagen hinnehmen. Als sich Pyrrhos gegen die Peloponnes wandte, verfolgte ihn Antigonos mit seiner Flotte. Er verbündete sich mit Sparta und riegelte den Isthmos ab. Nachdem Pyrrhos mit einem Angriff auf Sparta gescheitert war, stellte Antigonos ihn 272 vor den Mauern von Argos, wo gerade Stasis herrschte, vermied dabei allerdings eine offene Feldschlacht. Pyrrhos entschloss sich daher, die Stadt anzugreifen, wo er im Kampf in den Straßen getötet wurde. Pyrrhos’ Tod hatte Antigonos von seinem größten Gegner in Europa befreit; schnell konnte er Makedonien wieder unter seine Kontrolle bringen. In den folgenden Jahren festigte er seine Hegemonie über weite Teile Griechenlands durch die Förderung ihm getreuer Tyrannen in den Städten und einen Zusammenschluss mit dem Aitolischen Bund.

### Chremonideischer Krieg
Durch den Machtzuwachs avancierte Antigonos aber für den makedonischen König von Ägypten, Ptolemaios II., zu einem gefährlichen Rivalen um die Vorherrschaft im Ägäisraum. Ptolemaios rief deshalb die griechischen Städte zu einem Krieg gegen ihn auf. Die wichtigsten griechischen Gegner der Antigoniden waren dabei Athen und Sparta, die sich 267 durch die Vermittlung des Chremonides miteinander verbündeten. Antigonos besetzte nun den größten Teil Attikas und nahm die Belagerung von Athen auf. Ptolemaios wiederum entsandte eine Flotte unter dem Admiral Patroklos, die den saronischen Golf abriegelte, während zugleich Alexandros II. von Epirus Thessalien besetzte und so Antigonos von Griechenland abschnitt. Dadurch musste er den Verlust Korinths durch Verrat hinnehmen und zugleich im Norden Makedoniens einen erneuten Einfall der Kelten abwehren.
Im Jahr 265 ging Antigonos in die Offensive, siegte bei Kos über eine überlegene ptolemäische Flotte und landete mit einem Heer auf dem Isthmos, wo er die heranziehenden Spartaner besiegte und dabei deren König Areus I. tötete. Nur Korinth konnte sich ihm widersetzen, dafür siegte 263 sein Halbbruder Demetrios der Schöne bei Derdia über Alexandros II. von Epirus. Diese Erfolge brachten die entscheidende Wende im Krieg. Ptolemaios ließ seine griechischen Verbündeten im Stich, und im Jahr 262 ergab sich Athen: Der Piräus, die Munychia und der Museion wurden mit antigonidischen Besatzungen versehen, die Langen Mauern zerstört. Nach acht Jahren fand sich Antigonos dazu bereit, die Besatzung aus dem Museion abzuziehen, Athen aber hörte auf, als selbstständige politische Macht zu existieren, und wurde von einer proantigonidischen Oligarchie beherrscht.
Makedonien hingegen wurde durch Antigonos mit dem Ausgang des Krieges wieder zu seiner größten Ausdehnung, die es in den Zeiten Philipps II. innehatte, zurückgeführt. In Erinnerung an den entscheidenden Seesieg bei Kos ließ Antigonos auf Delos eine Schiffshalle (Neorion) bauen, in der er sein Admiralsschiff, Isthmia, das er dem Apollon geweiht hatte, unterbringen ließ.

### Defensive in Griechenland
Während der so genannten syrischen Kriege der Ptolemäer gegen die Seleukiden war Antigonos ein natürlicher Verbündeter der Letzteren. Seitdem sich 261 mit dem attalidischen Pergamon eine mit Ägypten sympathisierende unabhängige Macht an der kleinasiatischen Küste etabliert hatte, drohte Makedonien von den Seleukiden abgeschnitten zu werden. Beide Mächte fühlten sich durch die wachsende ptolemäisch-ägyptische Dominanz bedroht. Antigonos und Antiochos II. koalierten daher mit der unabhängigen Seemacht Rhodos mit dem Ziel, die Vormachtstellung Ägyptens im östlichen Mittelmeerraum zu brechen. Ein erneuter Einfall des ptolemäischen Verbündeten Alexandros II. von Epirus konnte 255 abgewehrt werden.
253 unterstützte Antigonos seinen Halbbruder, Demetrios den Schönen, bei der Machtübernahme in Kyrene, wodurch er nun Ptolemaios II. unmittelbar bedrohte. Im Gegenzug aber brachte Ptolemaios die Aitolier gegen Antigonos auf, welche die Thermopylen besetzten. Noch schwerer wog der Abfall des Statthalters von Korinth, Alexander, wodurch die makedonische Herrschaft auf dem Peloponnes zusammenbrach. So konnten sich in der Folge auch die Arkadier von der makedonischen Oberhoheit befreien und einen eigenen Bund gründen. 249 ging durch den Mord an Demetrios dem Schönen auch Kyrene wieder verloren.
Im dritten syrischen Krieg (auch Laodikekrieg genannt) vernichtete Ptolemaios III. beinahe das Seleukidenreich. Die bei Kos gewonnene Vormachtstellung des Antigonos in der Ägäis wurde ernsthaft gefährdet, nachdem Ephesos abfiel und die Küstenstädte Thrakiens durch Ptolemaios besetzt wurden. Durch den Sieg seiner Flotte in der Seeschlacht von Andros 245 konnte Antigonos jedoch seine Position in der Ägäis wieder stärken. Der Erfolg begünstigte die Rückgewinnung von Chalkis und Korinth, nachdem dort noch im selben Jahr der Rebell Alexander gestorben war, angeblich durch makedonisches Gift. Dessen Witwe Nikaia ließ sich durch das Angebot einer Ehe mit dem makedonischen Thronfolger locken, und auf diese Weise gelangte Antigonos bald wieder in den Besitz der Burg Akrokorinth, die umgehend mit einer makedonischen Besatzung versehen wurde.
Der König konnte sich seines Erfolgs jedoch nicht lange erfreuen, denn schon im Jahr 243 wurde Korinth in einem nächtlichen Kommandounternehmen durch den Strategen des Achaiischen Bundes Aratos von Sikyon erobert, der wenig später auch Megara gewann. Damit waren die zwei wichtigsten Stützen der Antigoniden in Griechenland verloren. Um seinen Einfluss auf der Peloponnes zu erhalten, verbündete sich Antigonos mit den Aitolern, den Todfeinden der Achaier, die 241 noch einmal bis an die Grenze von Achaia vorstießen, dort aber in der Schlacht von Pellene von Aratos geschlagen wurden.
Diese Rückschläge begünstigten den jungen Achaiischen Bund, der sich nun unter der Führung des Aratos auf der Peloponnes weiter ausbreitete und die von Antigonos eingesetzten „Tyrannen“ bedrängte. Zur selben Zeit gelangte durch den Sturz des Königs Agis IV. in Sparta allerdings eine promakedonisch gesinnte Parteiung an die Macht, die das Bündnis Spartas mit den Achaiern beendete. Ende des Jahres 241 konnte ein allgemeiner Frieden ausgehandelt werden, der den Achaiern alle Eroberungen anerkannte und Makedoniens Einfluss auf dem Peloponnes, besonders in Argos, wahrte.

### Tod und Bewertung
Zwei Jahre danach starb Antigonos in seinem 80. Lebensjahr, dem 44. Jahr seiner Regierung. Antigonos brachte die Vormachtstellung Makedoniens im althellenischen Raum nach einer Zeit des Zerfalls wieder zur Geltung. Die Zuneigung seiner Untertanen gewann er, wie es heißt, durch seine Redlichkeit und die Pflege der Künste. Er sammelte um sich hervorragende Philosophen, Dichter und Historiker. Zu dem Begründer der stoischen Philosophie, Zenon von Kition, unterhielt Antigonos einen regen Schriftverkehr, konnte ihn aber nicht zu einem Besuch seines Hofes in Demetrias bewegen. Dafür gewann er dessen Schüler, Persaios, der ab 276 seine Söhne erzog, sowie die Philosophen Aratos von Soloi und Philonides von Theben für seinen Hof. Antigonos’ Bestreben, den Stoizismus im Staatsleben zu verwirklichen, hatte ihm zu einer nachhaltigen Anerkennung in der Gelehrtenwelt verholfen. Bekannt ist dabei der ihm von Claudius Aelianus zugeschriebene Ausspruch von dem Königtum als „ehrenvolle Knechtschaft“ (ἔνδοξος δουλεία éndoxos douleía), bei dem nach unterschiedlichen Deutungen der Sklavendienst des Herrschers gegenüber den Gesetzen, oder seine Verpflichtungen und persönlichen Opfer gegenüber seinen Untertanen zu verstehen ist. Dieser Ausspruch wurde unter anderem von Seneca rezipiert und fand im aufgeklärten Absolutismus seinen Widerhall im „premier serviteur de l’État“ Friedrichs II. von Preußen.
Der Dichter Theokritos verglich in seinem Lobgedicht auf Ptolemaios (Idyll XVII) Antigonos mit Diomedes, während er ihm zugleich Ptolemaios II. als Achilleus gegenübergestellte. Der Dichter Alexandros Aitolos wurde 276 dem ptolemäischen Hof in Alexandria in das makedonische Pella abgeworben.
Gemäß dem 13. Großen Edikt des Ashoka sandte der indische König um 250 „Religionsbeauftragte“ (dharmamahāmātra) auch ins Reich des Antigonos (Aṃtekina). Wie weit diese „Religion“ mit dem Buddhismus seiner Zeit übereinstimmte, ist fraglich.
Aus seiner Ehe mit Phila hatte Antigonos einen Sohn, Demetrios II., der ihm als König nachfolgte. Aus der Verbindung mit der Athenerin Demo hatte er den unehelichen Sohn Halkyoneus.